# Bordkanone 27

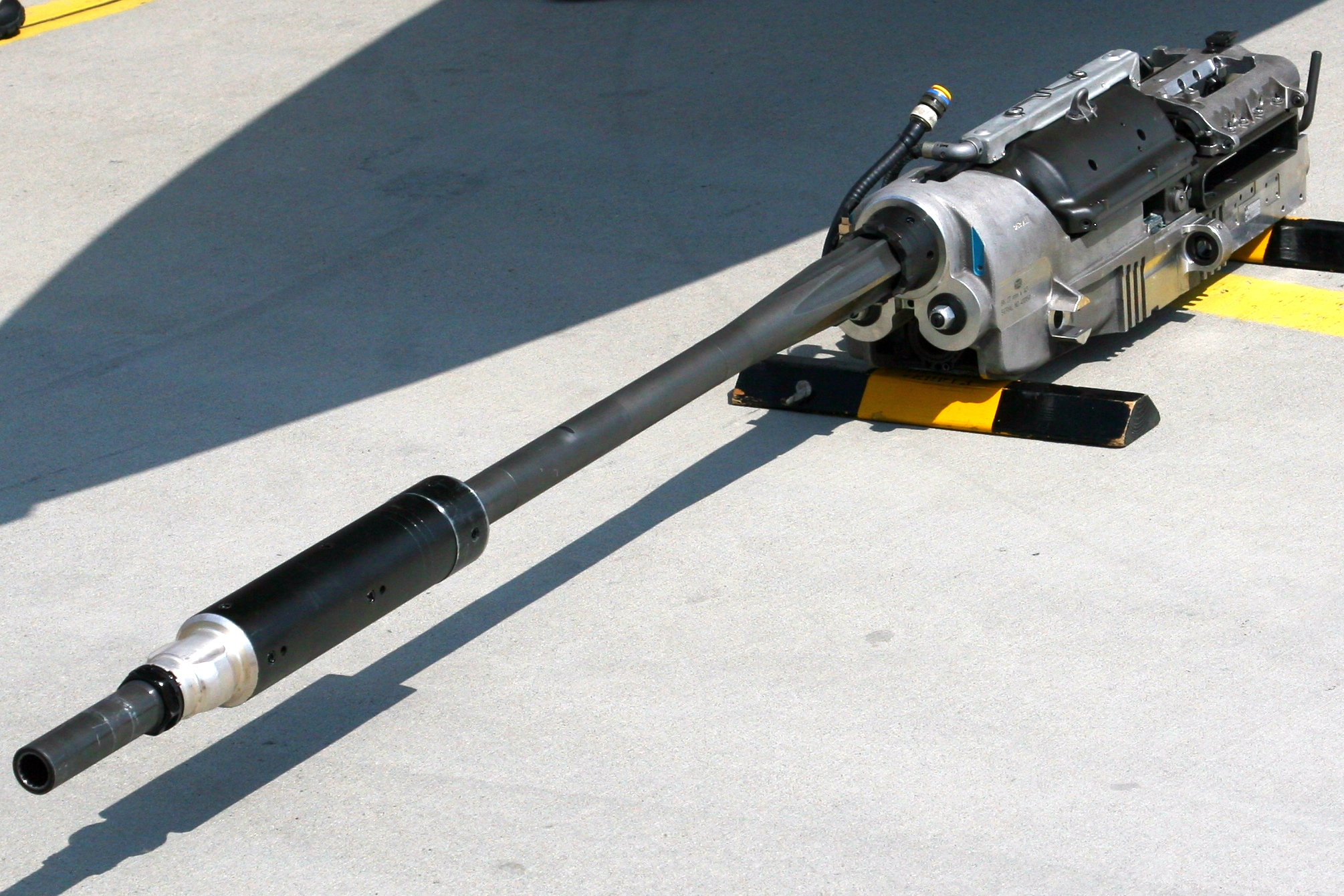
A Cseh Légierő JAS 39 Gripenjéből kiszerelt BK 27 gépágyú

A Bordkanone 27 (rövidebb nevén BK 27) 27 mm-es repülőgépfedélzeti gépágyú, amelyet a német Mauser fegyvergyár (ma Rheinmetall) fejlesztett ki az 1960-as években az MRCA-program részére, melyből a Panavia Tornado lett kialakítva.
A fegyver gázelvételes, tömegzáras revolverágyú, melyhez egy új, 260 grammos lövedéket fejlesztettek ki a 27×145 mm töltényhez. Kapcsolt hevedertárba tárazható, azonban az Eurofighter Typhoon számára már a széteső hevedereket alkalmazó BK 27 Linkless-t használják.
A fegyvert a Panavia Tornadoban, az Alpha Jetben, a JAS 39 Gripenben és az Eurofighter Typhoonban alkalmazzák. Egy időben az Amerikai Légierő a gyártási jogok megvásárálását remélte, alkalmazva az F–35 Lightning II-ben, végül azonban ezt elvetették és az olcsóbb GAU–22/A-t tervezték be.
A német haditengerészet szintén alkalmazza specializált változatait, úgymint a távvezérlésű MN 27 GS-t és a szintén távvezérlésű MLG 27-et (pl. Elba- és Berlin-osztályú hajókon).